# Tapis de Farahan
Le tapis de Farahan, ou de Feraghan, est l'appellation commerciale des tapis persans tissés dans la plaine de Farāhān située au Nord-Ouest de Shahrestān d'Arāk et au Sud du Shahrestān de Tafresh en Iran central. Ils étaient noués dans la ville de Mushkābād, détruite au XIXe siècle sur ordre de Fath Ali Shah.[réf. nécessaire] Cependant, la production se poursuit dans la plupart des villages de cette région comme à Ebrāhimābād, Āhangarān et Karkān-e Olyā.

## Description
Les décors du tapis de Feraghan sont très influencés par le motif hérati. Les médaillons sont toujours décorés de ce motif. Ils se détachent bien du fond (blanc ou bleu foncé sur un champ bleu foncé ou rouge amarante).
La bordure est très importante ; elle se compose d'une série de bandes étroites au décor serré. Les bandes extérieures ont des motifs géométriques, et les bandes intérieures des fleurs stylisées, ou des boteh. Quelques exemplaires, très rares, ont un champ et des bordures exclusivement décorées du motif zil-i sultan. Les couleurs des bordures sont fréquemment claires et vives : jaune, vert clair, bleu et blanc.
Ces tapis sont très sobres et étaient appréciés dans les maisons anglaises de l'époque victorienne.